# Tempranillo
Le tempranillo est un cépage de raisins noirs.

## Origine et répartition géographique
Le tempranillo est d’origine espagnole[réf. nécessaire]. Son nom vient de l’espagnol temprano qui signifie tôt-illo en référence à la maturité précoce du cépage.

## Caractères ampélographiques
- Extrémité du jeune rameau cotonneux blanc à liseré carminé.
- Jeunes feuilles duveteuses, orangées à bronzées.
- Feuilles adultes, à 5 lobes, avec des sinus supérieurs à fonds aigus et étroits, un sinus pétiolaire en lyre fermé, des dents anguleuses, étroites, en deux séries, un limbe aranéeux.

## Aptitudes culturales
La maturité est de deuxième époque moyenne : 20 jours après le chasselas. Il arrive à maturité environ deux semaines avant le cépage le plus cultivé d’Espagne, à savoir le Grenache.

## Potentiel technologique
Les grappes sont moyennes à grandes et les baies sont de taille moyenne. La grappe est cylindrique, parfois ailée, longue, étroite et compacte. La chair est peu juteuse. Le cépage est moyennement vigoureux. Il est assez sensible à la pourriture grise, au court-noué, à l'oïdium et au mildiou.

## Synonymes

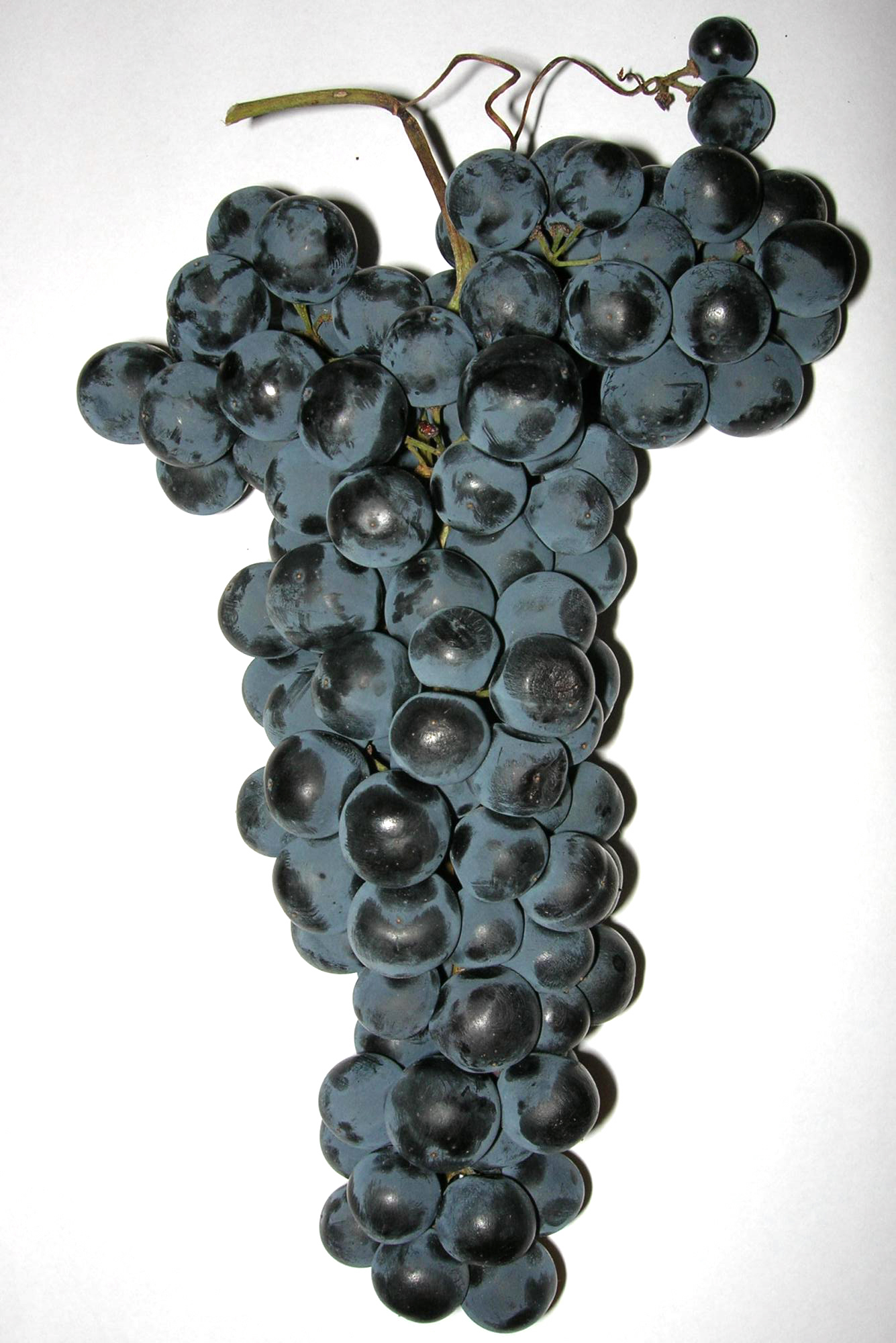
Grappe de tempranillo.

Le tempranillo est connu aussi sous les noms suivants :
- Aldepenas
- Aragones
- Aragonêz (Portugal)
- Aragonez Da Ferra
- Aragonez de Elvas
- Arganda
- Arinto Tinto
- Cencibel (Castille, La Manche, Madrid, Aragon, Extremadure, Murcie)
- Cencibera
- Chinchillana (Extremadure)
- Chinchillano
- Chinchilyano
- Cupani
- Escobera (Extremadure et Amérique du Sud)
- Garnacho Foño (Amérique du Sud)
- Grenache de Logroño
- Jacibiera (Castille-La Manche, Amérique du Sud)
- Jacivera
- Juan Garcia
- Negra de Mesa
- Ojo de Liebre
- Olho de Lebre
- Sensibel
- Tempranilla
- Tempranillo de la Rioja
- Tempranillo de Perralta
- Tempranillo de Rioja
- Tempranillo de Rioza
- Tinta Aragones
- Tinta de Santiago
- Tinta de Toro
- Tinta Do Inacio
- Tinta Monteira
- Tinta Monteiro
- Tinta Montereiro (Amérique du Sud)
- Tinta Roriz (Portugal)
- Tinta Roriz de Penajola
- Tinta Santiago (Amérique du Sud)
- Tinto Aragon
- Tinto Aragonez
- Tinto de la Ribera
- Tinto de Madrid (Tolède, Cantabrie, Salamanque, Soria, Valladolid, Madrid)
- Tinto del País (Castille, Léon, Rioja)
- Tinto de Rioja
- Tinto de Toro (Zamora)
- Tinto del Toro
- Tinto Fino (Castille, Léon, Madrid, Valence, Extremadure, Rioja)
- Tinto Madrid
- Tinto Pais
- Tinto Ribiera
- Tinto Riojano
- Ull de Llebre (Catalogne)
- Valdepeñas (Californie)
- Verdiell (Catalogne)
- Vid de Aranda (Burgos)